# Bolsonarismo
O bolsonarismo é um fenômeno político de extrema-direita e cariz fascista que eclodiu no Brasil com a ascensão da popularidade de Jair Bolsonaro, especialmente durante sua campanha na eleição presidencial no Brasil em 2018, que o elegeu presidente. A crise do petismo durante o governo Dilma Rousseff, precipitada e acelerada pela crise político-econômica de 2014, fortaleceu a ideologia bolsonarista e a nova direita brasileira, que se inserem no contexto da ascensão do populismo da Nova Direita em nível internacional.
O bolsonarismo foi a ideologia predominante do governo Bolsonaro e é associado à retórica de defesa da família, do patriotismo, do conservadorismo, do autoritarismo, de elementos neofascistas, do anticomunismo, do negacionismo científico, do porte de armas, da rejeição aos direitos humanos e da aversão à esquerda política, bem como pelo culto à figura de Bolsonaro, frequentemente chamado de "mito". O escritor Olavo de Carvalho é frequentemente citado como tendo sido o guru da ideologia bolsonarista.
Embora o ex-presidente Jair Bolsonaro, que definiu seu governo como "livre de amarras ideológicas", não reconhece o bolsonarismo como uma ideologia, seus seguidores — chamados pejorativamente por bolsominions — divergem entre os que concordam com Bolsonaro e os que ostentam o termo para expressar sua posição política.
O bolsonarismo tem atraído diversos seguidores e fanáticos, que, em nome de Jair Bolsonaro ou com base em suas ideias, realizaram diversos ataques extremistas e/ou atos terroristas como os ataques de 8 de janeiro em Brasília e o atentado em Brasília em 2024. Na política, figuras do bolsonarismo, como Eduardo Bolsonaro, têm buscado angariar punições e sanções internacionais para o Brasil de modo a livrar Jair Bolsonaro de ser legalmente julgado de acordo com as leis brasileiras, o que desencadeou um tarifaço norte-americano contra o país. Do mesmo modo, deputados bolsonaristas, com apoio de partidos como União Brasil, PP e Novo, têm tentado interditar, intimidar, desestabilizar e causar impedimento do funcionamento dos órgãos legais do Legislativo (Senado e Congresso) como forma de chantagem para seus objetivos, como dificultar a votação de projetos do governo em benefício ao trabalhador (tais quais a isenção do Imposto de Renda) e tentar livrar Jair Bolsonaro e envolvidos na tentativa de golpe e extremistas dos ataques de 8 de Janeiro.

## Origens e contexto
O bolsonarismo é um fenômeno que surge como resposta da classe dominante a alguns fatores: o antipetismo direitista, o medo e a reação à insurgência esquerdista de 2013, assim como as crises econômicas de 2008 e 2014. A principal figura do bolsonarismo ficou por toda sua carreira na política institucional como um político sem expressão nacional. Foi somente com o acúmulo desses fatores que Jair Bolsonaro se tornou uma opção viável. Mesmo na época do impeachment da presidente Dilma Rousseff, o bolsonarismo era um elemento ainda minoritário no cenário político. Bolsonaro conseguiu capitanear a imagem de um político capaz de corrigir a "velha política" e as mazelas do Brasil. Ele conseguiu associar à esquerda o vínculo do petismo e uma suposta degradação moral da sociedade.
A multiplicidade de grupos que constituem o bolsonarismo, as diversas alas (militar, ideológica, religiosa, capital, etc.), não só têm discordâncias pragmáticas mas essas sim, estratégias, objetivos e métodos distintos. Dessa forma,  bolsonarismo é uma unidade momentânea, não necessariamente um projeto político de longo prazo.
Alguns pesquisadores associam o fortalecimento da nova direita populista e do bolsonarismo às Jornadas de Junho de 2013, mas ainda não há um consenso científico sobre isso.

## Apoiantes
Em geral, os "bolsominions" são descritos como pessoas de extrema-direita intransigentes, reacionárias e favoráveis a uma intervenção militar, isto é, um golpe de Estado, para solucionar os problemas relacionados a saúde pública, educação e segurança.  São pessoas com medo e que se sentem impotentes diante do jogo socioeconômico. Adeptas do anti-intelectualismo, são favoráveis ao porte irrestrito de armas de fogo. Costumam trajar a camiseta amarela da Seleção Brasileira de Futebol politicamente, apesar de serem avessos ao nacionalismo e ao desenvolvimentismo, correntes políticas que classificam erroneamente como "comunismo", defendendo, em vez disso, o neoliberalismo.
Eles defendem que os fins justificam os meios e que a mudança na estrutura da sociedade brasileira é mais importante que a corrupção do patriarca ou a saúde da população, desde que o as classes altas sejam beneficiadas prioritariamente. Veem a relação entre intervenção militar e moralidade como fatores intimamente ligados e são, em geral, antagônicos a pautas consideradas progressistas ou identitárias de origem estadunidense, embora se posicionem a favor do entreguismo e da submissão política, econômica e cultural do Brasil aos Estados Unidos. Alguns também defendem a teoria refutada há séculos de que a Terra seja plana.

## Características
O bolsonarismo tem sido associado por estudiosos a elementos do neofascismo, da necropolítica, do antifeminismo e do protestantismo, bem como à defesa da ditadura militar brasileira. Em um estudo que analisa a dimensão linguística da ideologia bolsonarista, Cris Guimarães Cirino da Silva diz que o "termo bolsonarismo tem sido amplamente utilizado para caracterizar práticas populistas que combinam ideias neoliberais e autoritárias embutidas nas falas do ex-presidente do Brasil Jair Bolsonaro e seus seguidores". Desse modo, o bolsonarismo transcende a imagem do culto à imagem de Bolsonaro, encontrando repercussões também entre seus apoiadores e na formulação da política externa brasileira da gestão Bolsonaro, bem como na chamada "onda bolsonarista".
Vamos unir o povo, valorizar a família, respeitar as religiões e nossa tradição judaico-cristã, combater a ideologia de gênero, conservando nossos valores. O Brasil voltará a ser um país livre das amarras ideológicas [...] Minha campanha eleitoral atendeu ao chamado das ruas e forjou o compromisso de colocar o "Brasil acima de tudo e Deus acima de todos"— Jair Bolsonaro, discurso de posse
Em sua primeira reforma ministerial, Bolsonaro extinguiu Ministério da Cultura para criar, dentro da estrutura do Ministério da Cidadania, a Secretaria Especial da Cultura. Além disso, criou o Ministério da Mulher, da Família e dos Direitos Humanos, comandado pela ministra Damares Alves. Em seu discurso de posse em 1 de janeiro de 2019, Bolsonaro definiu os direitos humanos como "ideologia que descriminaliza bandidos, pune policiais e destrói famílias".
Segundo estudos de professores de sociologia do Instituto Federal da Bahia, o bolsonarismo não se define como uma mera versão local neofascismo nem do trumpismo mas um fenômeno essencialmente brasileiro. Segundo os pesquisadores, a ideologia não deve ser vista apenas como uma ruptura com a política. O movimento se muniu de um sentimento de anti-institucionalidade, alimentado numa parcela da população brasileira por séculos, a qual define por "Brasil Profundo". Nesta porção da população, "os valores, as crenças, a moral e mesmo o humor popular se constroem à margem das instituições ou da estrutura formal do Estado." Para essas pessoas, a família se torna a estrutura de amparo e afeto. Ao defendê-la, Bolsonaro ganharia status de mito.

### Olavismo

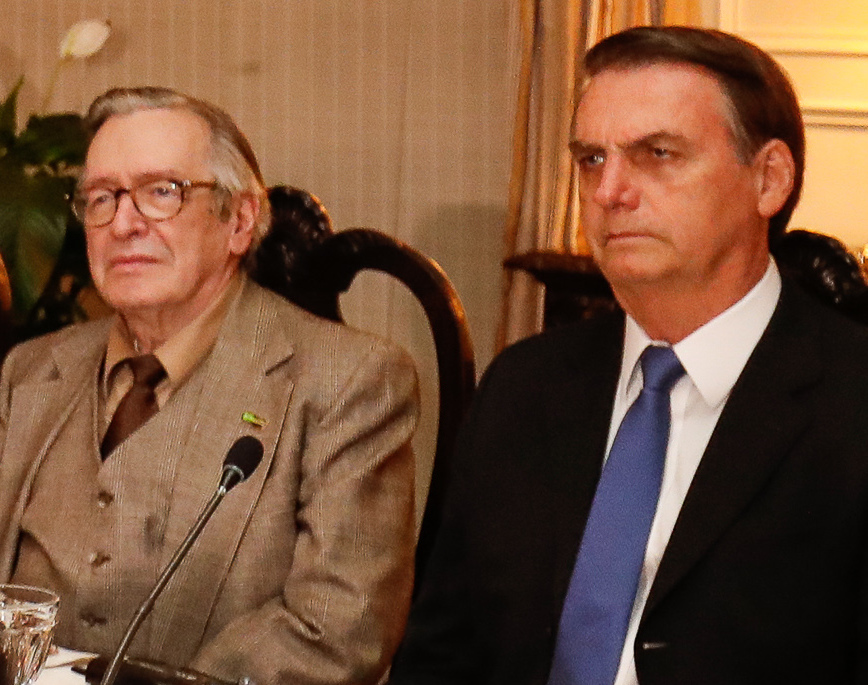
Olavo de Carvalho, ideólogo da extrema-direita brasileira, ao lado de Jair Bolsonaro em 2019

Olavo de Carvalho foi considerado um ideólogo do bolsonarismo, suas teorias influenciaram na formação do pensamento dos seguidores do ex-presidente, e nos rumos que ele adotou para o governo. A chamada "ala ideológica" do governo Bolsonaro é um grande expoente dos discursos contrários à China, movimentos sociais, imprensa e à esquerda, além de sustentar teorias conspiratórias, como uma suposta farsa do aquecimento global e a suposta falsa pandemia do corona vírus. O termo "ala ideológica do governo Bolsonaro" comumente se refere ao grupo de pessoas, ligadas ao governo ou dos bastidores dele, sob tutela intelectual do ex-astrólogo, escritor e influenciador digital Olavo de Carvalho, Vélez Rodríguez, Carlos Bolsonaro, Abraham Weintraub, Filipe Martins e Ernesto Araújo, por exemplo, além daqueles ligados ao fundamentalismo neopentecostal, como maior exemplo, a ministra Damares Alves.
Carvalho propunha uma guerra cultural para fazer frente ao Marxismo cultural, uma teoria de conspiração, segundo a qual há um movimento contemporâneo da esquerda mundial para destruir a cultura ocidental. Inspiradas no seu ideário, têm atuado nessa guerra cultural alguns produtores de cinema, como Josias Teófilo, da Lavra Filmes, Mauro Ventura Alves, sócio da IVIN Films e a produtora Brasil Paralelo. Outros canais bolsonaristas também têm papel importante na difusão das ideias olavistas, como Terça Livre, Senso Incomum, Conexão Política, Reaçonaria e Renova Mídia.
Bolsonaro, às vésperas da posse como presidente, prometeu "combater o lixo marxista que se instalou nas instituições de ensino". Uma das falas mais recorrentes dos membros do governo e de seus apoiadores foi a de que a vitória eleitoral de Bolsonaro teria significado a derrota do marxismo cultural, inspiração teórica dos governos de FHC, Lula e Dilma. Segundo o então ministro das relações exteriores, Ernesto Araújo, em um artigo publicado logo após a posse do governo, "o marxismo cultural governou por dentro de um sistema aparentemente liberal e democrático, construído por meio de corrupção, intimidação e controle de pensamento". Ricardo Vélez Rodríguez, na sua posse como ministro da educação, afirmou que o "marxismo cultural é uma coisa que faz mal para a saúde. A saúde da mente, do corpo e da alma". Segundo o ex-ministro, "somos pessoas individualizadas. O marxismo cultural passa a borracha em cima disso e nos considera massa. Nós não somos massa, somos indivíduos".

### Militarismo
Houve no início do governo mais militares no gabinete de Bolsonaro do que durante o primeiro governo da ditadura militar. Durante o seu governo, quase 3 mil militares estavam espalhados por ministérios e outros órgãos federais. Os militares no Brasil assuminram cada vez mais cargos na administração federal, como a construção de estradas ou a proteção da Floresta Amazônica. O governo também planejava construir cerca de 200 novas escolas militares até 2023. O conteúdo do ensino inclui a alegação de que o golpe de 1964 foi "necessário para impedir o avanço do comunismo". O professor de Harvard Yascha Mounk, especialista em movimentos populistas, considera "preocupante" a crescente influência dos militares no Brasil. O fascínio bolsonarista por armas tem simbiose com esse novo militarismo. "Quero um povo armado", disse Bolsonaro, facilitando a aquisição de armas, a qual resultou em 2020 o aumento do número de vendas de armas em 200% em relação a 2019. A população que defende a flexibilização da legislação sobre armas é composta principalmente por pessoas brancas, ricas e heterossexuais.

### Messianismo
Brasil acima de tudo e Deus acima de todos.
O bolsonarismo foi apoiado por uma forte base eleitoral cristã, principalmente do protestantismo, e é apontado como uma ameaça às religiões afro-brasileiras, a exemplo do candomblé. A pastora Romi Bencke, que protocolou um pedido de impeachment contra Bolsonaro, disse que ele "nunca representou e nem representa" os desejos cristãos, mas que "é hábil em manipular a fé".
O bolsonarismo tem um componente que se afirma religioso, expresso no culto à personalidade do Bolsonaro como o Messias do Brasil. Para seus fãs, de "mito" ele se tornou o "salvador da pátria". Ele mesmo se vê como aquele que "salvou o Brasil do comunismo". Seria por isso que "Deus" teria salvado sua vida após o atentado a faca. Segundo o escritor Castro Rocha, autor de livro sobre a retórica do ódio, a guerra cultural dos bolsonaristas se aproxima do fundamentalismo: "É uma fábrica de inimigos em série". Essa forma de culto à personalidade, surgiu ainda durante sua campanha eleitoral em 2018, quando pastores de diferentes igrejas, rogaram a ideia de que Bolsonaro seria um escolhido de Deus.
Para os seguidores de Bolsonaro, o que ele quer é automaticamente o que os brasileiros querem e vice-versa. Como Bolsonaro não teve maioria no Congresso, ele esteve em constante atrito com este, por isso, governou quase exclusivamente por decretos. A frustração leva a ataques constantes ao Congresso e ao STF: os seguidores de Bolsonaro afirmam que ele foi perseguido, e exigiam que ele precisava governar "sem interferências" dos outros poderes da República. Assim, Bolsonaro possui similaridades com Erdogan, Putin, Orbán e Trump, que, ou desativaram o parlamento e a Justiça, ou estiveram em constante conflito com estes. O cientista político Steven Levitsky, professor na Universidade de Harvard e coautor do livro Como as Democracias Morrem, diz que a democracia brasileira está em risco porque os constantes ataques às instituições democráticas a enfraquecem enormemente.

### Anticomunismo
Em 2016, Eduardo Bolsonaro apresentou um projeto de lei na Câmara dos Deputados, cujo objetivo era a crimilização do comunismo no país.
No dia em que assumiu o cargo, Bolsonaro gritou que o povo havia começado a "se libertar do socialismo". Para o especialista em literatura João Cezar de Castro Rocha, um livro intitulado Orvil é parcialmente responsável por essa visão – palavra "livro" escrita de trás para frente. Escrito pelos militares logo após a redemocratização, a obra descreve como a esquerda do Brasil supostamente se infiltrou nas instituições desde a década de 1970. É a partir disso que o bolsonarismo deriva sua "guerra cultural" contra tudo e contra todos que considera suspeitos. Portanto, o governo destroiu de dentro para fora os ministérios e secretarias da Educação, Cultura, Meio Ambiente, Família e seus órgãos vinculados, considerados como "antros" do esquerdismo. Jair Bolsonaro prometeu no Piauí, em agosto de 2019, que vai "varrer essa turma vermelha". Nesta mesma época, foi revelado que ele queria fundar um Centro de Inteligência Nacional na Abin, para combater "ameaças à segurança do Estado". O bordão "nossa bandeira jamais será vermelha" tornou-se um slogan do movimento.
Em 2023, um novo projeto de criminalização do comunismo foi apresentado, dessa vez pela deputada bolsonarista Coronel Fernanda (PL-MT).

### Negacionismo e teorias da conspiração
A religiosidade do bolsonarismo é acompanhada por uma hostilidade à ciência e à razão, que se tornou particularmente clara durante a pandemia da COVID-19. Bolsonaro elogiou a hidroxicloroquina como uma cura milagrosa contra a COVID-19 e fez intensa propaganda e defesa do referido medicamento, a qual não há evidências científicas de sua eficácia. Diversos parlamentares bolsonaristas se pronunciaram contra a vacinação e o ex-ministro das Relações Exteriores, Ernesto Araújo, afirmou que a pandemia era uma "conspiração globalista". Essa hostilidade à ciência já era evidente em 2019, quando dezenas de milhares de incêndios queimaram a Bacia Amazônica, e Bolsonaro chamou os dados do Instituto Nacional de Pesquisas Espaciais (INPE) de "mentiras".
Como boa parte dos movimentos da direita alternativa, o bolsonarismo também nega as mudanças climáticas, vistas por Bolsonaro como um "jogo comercial".
O bolsonarismo tem sido descrito como uma ideologia permeada de elementos de teoria da conspiração, produzidos e disseminados pelo movimento durante as eleições presidenciais de 2018 e 2022, durante o Governo Bolsonaro, a Pandemia de COVID-19 e, especialmente, desde a derrota de Jair Bolsonaro nas eleições de 2022, a partir da qual surgiram manifestações contrárias aos resultados e defensoras de um golpe de Estado. Essas teorias se estendem por uma diversidade de temas, tais como a confiabilidade das urnas eletrônicas, tanto a segurança da vacina contra a COVID-19 quanto a origem e natureza da pandemia, o caráter da tecnologia 5G, a existência de uma perseguição aos cristãos e o negacionismo climático, entre outros. Após as eleições de 2022, novas teorias tem surgido para desqualificar o processo eleitoral, seu resultado, bem como a posse e o andamento do governo Lula.
Outros casos de teorias conspiratórias fabricadas são:
- Mamadeira de piroca - isso ocorreu em 2018, supostamente, o PT ia distribuir mamadeira de piroca para as crianças se o Haddad ganhasse. A banda Detonautas chegou a criar uma música sobre essa fake news.
- "Morte do Lula" — Logo após a vitória de Lula da Silva no segundo turno da eleição presidencial de 2022, começaram a circular teorias da conspiração sobre a impossibilidade de Lula assumir a presidência em razão de uma doença grave, que teria provocado sua internação.[128] Especulava-se que o presidente havia sofrido um infarto ou um acidente vascular cerebral (AVC), ou que estaria com cancer, internado no Hospital Sírio-Libanês.[129] Uma versão particularmente popular afirma que Lula teria morrido no hospital em 29 de setembro de 2023 após cirurgia no quadril, sendo substituido por um sósia de dez dedos, além de outras diferenças.[130][131][132] A data e motivo de morte mudam conforme a versão.[133] Versões da teoria envolvem Nicolás Maduro, a CIA, Armínio Fraga e ministros de seu governo.[134]
- "Fraude nas urnas eletrônicas" — A teoria de uma fraude nas urnas eletrônicas tem sido um tema recorrente e persistente na mídia bolsonarista, especialmente após o resultado do segundo turno. A disseminação dessa teoria tem utilizado de diversas formas de desinformação, como a utilização de vídeos descontextualizados, traduções fraudulentas de discursos em línguas estrangeiras, e o uso de imagens de celebridades afirmando tratar-se de juízes, cientístas políticos e figuras políticas que confirmavam a existência de fraudes na urnas e no processo eleitoral brasileiro.[125] A existência de um relatório das Forças Armadas do Brasil, que faria uma denúncia da fraude eleitoral, tem sido continuamente reafirmada por apoiadores do ex-presidente, na esperança de viabilizar a anulação da eleição. O verdadeiro relatório realizado pelas Forças Armadas não apontou nenhuma fraude no processo, ainda assim, seu conteúdo foi frequentemente distorcido e manipulado para dar continuidade à teoria.[125] Em 1993, Bolsonaro questionava as urnas de papel e pedia a informatização do pleito.[135][136]
- "Posse forjada" — Para uma parte da base bolsonarista, a posse de Lula foi uma armação sem caráter oficial, utilizada com estratégia para consolidar artificialmente seu poder. Diversas linhas de desinformação tem servido de base para essa teoria, algumas das quais afirmam que a faixa presidencial utilizada por Lula seria inautentica. Na realidade, existem modelos distintos de faixa presidencial que podem ser escolhidos pelos eleitos.[137] Além disso, outros detalhes da cerimônia são denunciado como falsos, tais como os militares presentes.
- "General Heleno comanda o país" — A teoria de que Augusto Heleno, ex-ministro do Gabinete de Segurança Institucional da Presidência da República, estaria verdadeiramente no comando do país, ao invés do presidente Lula, tem circulado amplamente desde a virada do ano. A narrativa teria surgido de uma adulteração do Diário Oficial da União, que versava sobre a transferência de um servidor da ABIN para a câmara dos deputados, onde foi implantado a informação de que o ex-ministro teria assumido o cargo de presidente da república por tempo indeterminado.[137]

### Autoritarismo
O autoritarismo é uma característica marcante do fenômeno bolsonarista. O autoritarismo no Brasil não é novo. De fato, conforme um estudo acadêmico sobre o lado autoritarista do bolsonarismo:
A rigor, o Bolsonarismo está para além da figura de Jair Bolsonaro, embora esta figura grotesca e bizarra tenha significados sociopolíticos, trazendo à baila marcas históricas da formação social brasileira e da nossa própria cultura política, materializadas no conservadorismo, no machismo, no racismo, na misoginia, nas discriminações de múltiplas naturezas. Bolsonaro parece bem encarnar a perspectiva colonialista de submissão, elitismo e violência, a atravessar a história do País, reatualizando-se no reacionarismo político-cultural, em pauta no Brasil do Presente.— Maria do Socorro Sousa de Araújo e Alba Maria Pinho de Carvalho
Vale citar, em se tratando do autoritarismo no Brasil, um trecho de Casa-Grande & Senzala, livro de Gilberto Freyre, escrito no início do Século XX:

A nossa tradição revolucionária, liberal, demagógica, é antes aparente e limitada a focos de fácil profilaxia política: no íntimo, o que o grosso do que se pode chamar "povo brasileiro" ainda goza é a pressão sobre ele de um governo másculo e corajosamente autocrático.— Freyre, Gilberto (15 de março de 2019). Casa-grande & senzala. [S.l.]: Global Editora

### Golpismo
"Intervenção militar constitucional"
No Brasil, intervenção militar constitucional é a hipótese, improcedente e sem fundamento jurídico, de que as Forças Armadas pudessem assumir provisoriamente o governo do país, supostamente para assegurar a manutenção "da lei e da ordem" em momentos de ruptura institucional, sem que isso constituisse um golpe militar. Proponentes alegam que uma intervenção seria respaldada pelo Art. 142 da Constituição de 1988, e a hipótese é frequentemente defendida por militantes políticos para defender, de forma supostamente legal, o fechamento ou "intervenção militar" sobre o Congresso Nacional e o Supremo Tribunal Federal (STF).
Em meio ao acirramento das relações entre o governo e o STF (Supremo Tribunal Federal), alguns manifestantes carregaram faixas com os dizeres "abaixo à ditadura do STF" e "intervenção militar". Havia ainda uma bandeira que pede "intervenção no STF".
Em live transmitida em suas redes sociais, o presidente sobrevoou o local de helicóptero e acenou para os manifestantes. Depois que a aeronave pousou, Bolsonaro, sem usar máscara, percorreu o cercado onde se aglomeravam os manifestantes, contrariando as orientações de autoridades sanitárias para manter distanciamento social por causa do novo coronavírus. O mandatário também pegou uma criança no colo.
Imagens transmitidas pela CNN Brasil mostraram que o presidente ainda andou a cavalo durante a manifestação. Bolsonaro ficou por cerca de 25 minutos no local e dirigiu-se ao Palácio da Planalto, antes de retornar ao Palácio da Alvorada. A manifestação foi convocada por redes sociais e a concentração começou por volta das 10h. O presidente chegou ao local por volta das 12h.
Tentativa de invasão do Congresso Nacional em 13 de junho de 2020
Renúncias militares conjuntas diante tentativa de autogolpe
Uma crise militar foi desencadeada em março de 2021 quando as mais altas autoridades militares brasileiras renunciaram como resposta às tentativas do presidente Jair Bolsonaro de politizar as Forças Armadas. Desde o início de seu governo, Bolsonaro nomeou uma quantidade sem precedentes de militares para funções de caráter civil, buscando receber, em troca, apoio dos militares, inclusive por meio de manifestações públicas favoráveis às políticas de seu governo e contrárias às medidas adotadas pelos governadores para o enfrentamento da pandemia de COVID-19, além da defesa da decretação do Estado de Defesa, como forma de aumentar seus poderes.
Ataques ao Supremo Tribunal Federal
Na noite de 6 de setembro de 2021, um pequeno grupo de manifestantes pró-Bolsonaro tentaram invadir a área bloqueada pela Polícia Militar na Praça dos Três Poderes em Brasília. As forças de segurança reagiram e os dispersaram com bombas de gás lacrimogêneo e spray de pimenta. O deputado federal Eduardo Bolsonaro foi flagrado neste dia junto a tentativa de invasão.
Durante o dia 7 de setembro de 2021, na cidade de Bauru, dois manifestantes a favor do governo se aproximaram de uma passeata de opositores e proferiram xingamentos. Houve um pequeno confronto e os dois foram detidos. Já no Rio de Janeiro, a polícia prendeu um homem que portava um soco-inglês, uma faca e um coquetel molotov.
Contestação ao sistema eleitoral e planejamento de golpe de Estado
As manifestações golpistas no Brasil após as eleições de 2022 constituíram uma série de protestos, bloqueios em rodovias e atos terroristas que começaram logo após a finalização da eleição presidencial, em 30 de outubro. Eles foram organizados e financiados por grupos de extrema-direita formados por pessoas que não reconheceram a vitória de Luiz Inácio Lula da Silva no processo eleitoral e que pediam por um golpe militar para impedir a sua posse como Presidente do Brasil.
Os protestos tinham em comum a reivindicação de que ocorresse o que os manifestantes chamavam de "intervenção militar constitucional", um conceito jurídico inexistente que provém da interpretação errada do artigo 142 da Constituição brasileira de 1988. Apoiadores do candidato derrotado Jair Bolsonaro, especialmente caminhoneiros, montaram bloqueios de estradas em pelo menos 23 estados brasileiros e no Distrito Federal, que começaram a registrar as primeiras barreiras rodoviárias em 1.º de novembro. Militantes bolsonaristas também se aglomeraram ao redor de quartéis do Exército Brasileiro.
Intentona Bolsonarista
Os ataques de 8 de janeiro de 2023 ou atos golpistas de 8 de janeiro de 2023, também chamados de Intentona Bolsonarista ou simplesmente de 8 de Janeiro, foram uma série de vandalismos, invasões e depredações do patrimônio público em Brasília cometidos por uma multidão de bolsonaristas extremistas que invadiu edifícios do governo federal com o objetivo de instigar um golpe militar contra o governo eleito de Luiz Inácio Lula da Silva para restabelecer Jair Bolsonaro como presidente do Brasil.
Por volta das 13 horas, no horário de Brasília, cerca de 4 mil bolsonaristas radicais saíram do Quartel-General do Exército e marcharam em direção à Praça dos Três Poderes, entrando em conflito com a Polícia Militar do Distrito Federal (PMDF) na Esplanada dos Ministérios. Antes das 15 horas, a multidão rompeu a barreira de segurança estabelecida por forças da ordem e ocupou a rampa e a laje de cobertura do Palácio do Congresso Nacional, enquanto parte do grupo conseguiu invadir e vandalizar o Congresso, o Palácio do Planalto e o Palácio do Supremo Tribunal Federal. Lula e Bolsonaro não estavam em Brasília no momento das invasões. O Supremo Tribunal Federal (STF) considerou que os acontecimentos foram atos de terrorismo.
Cerca de 400 pessoas foram detidas no dia das invasões e outras 1,2 mil foram detidas no acampamento de manifestantes em frente ao QG do Exército no dia seguinte às depredações. Até março de 2023, 2 182 pessoas haviam sido presas por participarem ou terem envolvimento nos ataques. Logo após os eventos, o governador Ibaneis Rocha exonerou o secretário de segurança pública do Distrito Federal e ex-ministro da Justiça do governo Bolsonaro, Anderson Torres, que estava em Orlando, nos Estados Unidos, no dia das invasões. Após os ataques, o presidente Lula assinou um decreto autorizando uma intervenção federal no Distrito Federal, que durou até o dia 31 de janeiro. Posteriormente, o ministro do STF, Alexandre de Moraes, determinou o afastamento de Ibaneis pelo prazo inicial de 90 dias, decisão revogada em 15 de março.
Atentado na Praça dos Três Poderes
O atentado em Brasília em 2024 foi um ataque suicida ocorrido em 13 de novembro e que envolveu a detonação de dois explosivos, um no estacionamento da Câmara dos Deputados do Brasil e outro contra a escultura A Justiça, na Praça dos Três Poderes e em frente ao Supremo Tribunal Federal (STF).
Francisco Wanderley Luiz, 59 anos de idade, identificado como o autor do ataque, era um chaveiro que em 2020 havia sido candidato a vereador pelo Partido Liberal (PL) no município de Rio do Sul, em Santa Catarina. Ele teria se radicalizado após a derrota de Jair Bolsonaro nas eleições de 2022 e já havia proferido ameaças a parlamentares e figuras públicas e discursos extremistas em publicações nas suas redes sociais.

### Internacionalismo
Em termos de política externa brasileira foi padrão uma guinada à direita marcada por fatores identitários do governo Bolsonaro associados ao bolsonarismo, os quais privilegiam relações com núcleos específicos de países, caracterizados por:
- Aproximação com democracias desenvolvidas;
- No plano simbólico, esses países representam para o bolsonarismo o núcleo da tradição judaico-cristã do Ocidente;
- São governadas por políticos que compõem a direita nacionalista, como os Estados Unidos durante a gestão Donald Trump e Israel sob o governo de Benjamin Netanyahu.[215]

A política externa do bolsonarismo foi marcada pela busca da reconstrução da identidade internacional brasileira que predominou durante os governos petistas de Lula e Dilma, interpretadas por Bolsonaro como influenciadas pela teoria conspiratória do marxismo cultural e por uma aproximação com o comunismo e bolivarianismo. Em artigo escrito pelo ex-ministro das relações exteriores Ernesto Araújo, ele disse que o Brasil estava "rompendo o horizonte comunista e reenquadrando o liberalismo no horizonte da liberdade. [...] O horizonte comunista está sendo rompido na própria Bolívia, onde o povo deu um basta a Evo Morales e Álvaro García Linera, que queriam continuar arrastando os bolivianos para o abismo à custa da fraude eleitoral".

### Estética
A estética bolsonarista utiliza-se da invenções de rituais e reinvenção de signos e códigos para corroborar com seu projeto de poder. Há grande sentimentalismo, onde valoriza-se a adoração em volta de Jair Bolsonaro, que levará o país de volta a um Brasil heróico. Esta estética é espalhada principalmente no meio digital, caracterizando-se como populismo 2.0. A dinâmica das redes sociais faz com que exista diversos "bolsonaros" criados para públicos diferentes. De acordo com a revista Cult, a estética bolsonarista possui três pilares, a cultura da agressividade, o aristocracismo e ressentimento e o empodeiramento antípodas. O jornal Gazeta do Povo traz como exemplo a reinterpretação do Dia da Independência como uma visão de mundo bolsonarista.
Entre as produções artísticas bolsonaristas, estão memes e imagens criadas para aumentar o extremismo político e vídeos sobre teorias da conspiração. Eles muitas vezes utilizam-se de estéticas como o vaporwave, mais especificamente o fashwave. Alguns dos grandes produtores deste tipo de conteúdo são o Gabinete do Ódio e o Brasil Paralelo. Alguns artistas que são identificados como produtores de artes bolsonaristas são Adauto José Pereira, escultor da Harley Mito, Lucimary Billhardt e Romero Britto na pintura e MC Reaça, Luiz, o Visitante, El Veneco e Talita Caldas na música.
O bolsonarismo utiliza-se também da exposição e perseguição da "arte degenerada", como foram os casos do Queermuseu, Kit Gay e a controvérsia do golden shower. Em alguns casos, como na Invasão da Praça dos Três Poderes, obras de arte consideradas "degeneradas" foram destruídas por bolsonaristas.

## Relações com outras ideologias e fenômenos

### Fascismo
Muitas comparações são feitas entre o bolsonarismo e o fascismo que surgiu nos anos 1920 e 1930. Apesar de exibir algumas características frequentemente associadas ao fascismo, o bolsonarismo não pode ser incluído nessa categoria, conforme diversos autores como Marilena Chauí e Rui Costa Pimenta.
A escritora, filósofa e professora Marilena Chauí não usa o termo fascismo para se referir ao bolsonarismo por três razões:
1. o bolsonarismo, apesar de suas fortes características militaristas (ligações com milícias exterministas, ameaças à Venezuela, etc.), não pode ser associado à ideia fascista de um povo armado;
2. o fascismo propõe um nacionalismo extremado, mas esse nacionalismo é tornado inviável no atual contexto de globalização; e
3. o fascismo pratica o imperialismo na forma colonialista, imperialismo esse que é dispensável em uma economia neoliberal.

Marilena Chauí aponta, no entanto, diversos traços do bolsonarismo comuns ao fascismo como: "racismo, homofobia, misoginia; o uso das tecnologias de informação que levam a níveis impensáveis as práticas de vigilância, controle e censura; e o cinismo ou a recusa da distinção entre verdade e mentira como forma canônica da arte de governar." Outro traço do bolsonarismo que se assemelha ao fascismo, ainda segundo Chauí, é o contato direto com o povo, sem intermediação das instituições.
O pesquisador João Cezar de Castro Rocha, especialista brasileiro na política de extrema-direita, classifica o bolsonarismo como "pior que o fascismo". Segundo ele toda forma de totalitarismo do século XX propunha inicialmente a tentativa de converter o outro, cooptá-lo para o regime, enquanto o bolsonarismo propõe que as minorias se adequem ou devem desaparecer. Segundo Castro Rocha, "Vamos fuzilar a petralhada do Acre" não é apenas uma figura de linguagem, mas "a expressão fiel de uma filosofia política que não aceita que nada que não seja espelho tenha direito à existência".
Odilon Caldeira Neto, professor da Universidade Federal de Juiz de Fora e um dos coordenadores do Observatório da Extrema Direita Brasileira (OEDBrasil) explica que o fascismo está na raiz da ideologia bolsonarista. Segundo Caldeira Neto, Bolsonaro não almeja um governo ou um Estado fascista tal qual o fascismo na primeira metade do século XX, mas compartilha de ideias deste movimento como "repaginação, regeneração e purificação da nação brasileira e da extirpação e da perseguição dos seus opositores políticos".

Imagem utilizada pela Secretaria de Comunicação do Palácio do Planalto em homenagem ao Dia do Agricultor exibe um caçador com um fuzil no ombro. Para Pedro Doria, a imagem sugere que o produtor de alimentos também tem que matar.

Pedro Doria, escritor e jornalista brasileiro, editor do Canal Meio, embora conceda que o bolsonarismo não se enquadre estritamente como fascismo histórico, defende que Bolsonaro pode ser definido como fascista por compartilhar da principal característica desse regime: o culto à morte. Fascistas almejam construir um novo Estado, eliminar adversários e os desumanizar. Exemplifica a partir da gestão da Pandemia de COVID-19 no Brasil, da relação com a Amazônia e com os indígenas e da política de segurança pública. Segundo Pedro Doria, o bolsonarismo propõe matar quem não tem a vida reconhecida pelo movimento. Para o analista, o governo Bolsonaro propõe e produz morte.
Segundo estudo do Observatório Judaico de Direitos Humanos no Brasil, durante o governo Bolsonaro, observou-se uma aumento ano a ano de episódios neonazistas no Brasil. A especialista em movimentos neonazistas no Brasil, Adriana Dias, relata que a quantidade de células neonazistas passou de 75 para 530 entre os anos de 2015 e 2021. Segundo Caldeira Neto, os neonazistas brasileiros se sentiram legitimados quando o ex-presidente do país é definido como "homofóbico, racista e que faz o culto da ditadura e da violência" Caldeira Neta explica que "de certa forma, ele é compatível com os ideais" dessas pessoas. Em 2004, Dias encontrou uma carta de Bolsonaro em três sites neonazistas.

### Integralismo
O bolsonarismo também é associado com o Integralismo brasileiro, movimento fascista criado por Plínio Salgado. Bolsonaro resgatou o lema "Deus, pátria e família" em 2019 ao tentar fundar o partido Aliança pelo Brasil. No dia 30 de dezembro de 2019,  Paulo Fernando Melo da Costa, foi apontado como assessor para a Ministra de Direitos Humanos, Damares Alves, durante o governo Bolsonaro. Melo da Costa é conselheiro da Frente Integralista Brasileira (FIB) e já fez parte do Partido de Reedificação da Ordem Nacional (PRONA) de Enéas Carneiro, uma extinta sigla conhecida por abrigar integralistas. Bolsonaro já chegou a dizer que admirava Enéas Carneiro. A partir de 2018, a FIB aprofundou uma forte relação com o Partido Renovador Trabalhista Brasileiro (PRTB), chefiado por Levy Fidelix. Na ocasião das eleições daquele ano, o próprio candidato do presidenciável Jair Bolsonaro ao Governo de São Paulo, Rodrigo Tavares, gravou um vídeo com o Presidente da FIB, ao final do qual gritou a saudação integralista “anauê”. Levy Fidelix, por sua vez, usava, durante sua campanha para deputado federal, o slogan “Deus, pátria e família”. Nas eleições, o PRTB foi o único partido a se coligar com o Partido Social Liberal (PSL) de Bolsonaro, garantindo o vice-presidente de 2019 a 2022, o General Hamilton Mourão. Sara Winter, ex-membro do FEMEN Brasil, trabalhou no Ministério da Mulher, da Família e dos Direitos Humanos como coordenadora nacional de políticas à maternidade; enquanto membro do Femen, declarou simpatizar com as ideias de Plínio Salgado, se referindo a ele como um "defensor do país". Em 2021, lideranças da FIB filiaram-se ao Partido Trabalhista Brasileiro (PTB) de Roberto Jefferson,. outro partido que apoiou o governo Bolsonaro.
Em 2017, o então vereador de Niterói, Carlos Jordy, fez uma moção em homenagem ao jornalista Gumercindo Rocha Dorea, um antigo integralista, na época com 93 anos, Jordy disse que a moção era em homenagem a editora Edições GRD e apesar de não se declarar integralista, afirmou que foi um movimento importante.
Em janeiro de 2019, Ernesto Araújo, o então recém-empossado ministro das Relações Exteriores do Brasil, terminou seu discurso com a expressão "Anauê Jaci", suposta tradução tupi de "Ave Maria".
Nas Eleições gerais no Brasil em 2022, em campanha pelo Senado no Distrito Federal, Damares Alves afirmou ter identificação com o integralismo brasileiro.
Nas eleições municipais de 2024, Felippe Chaves, candidato a vereador em Teresópolis se identificou como integralista, Chaves é filiado ao PL, atual partido de Jair Bolsonaro, apesar de ter 22.722, Chaves não foi eleito.
Apesar disso, a rejeição do liberalismo econômico e a desconfiança da aproximação aos Estados Unidos distanciou os integralistas do bolsonarismo, mantendo-se críticos do governo. Segundo o especialista Odilon Caldeira Neto, “o integralista está para além de lideranças e instituições, de acordo com os seus membros”, e por isso “os integralistas não são bolsonaristas”. Para ele, “o diálogo entre grupos integralistas e o bolsonarismo não é uma adesão, mas sim uma aproximação estratégica”.

### Janismo
Jair Bolsonaro já foi comparado com o ex-presidente Jânio Quadros. Ambos se posicionaram como figuras outsiders que desafiaram a velha política. Jânio utilizou seu carisma e sua imagem de moralista para conquistar o apoio popular, assim como Bolsonaro, que se aproveitou da insatisfação com os política tradicionais e da crise política para galvanizar seu eleitorado. Um governo com desavenças com o vice-presidente e choque constante com o Congresso Nacional, também foram pontos presentes nos governos dos dois líderes.

### Chavismo
Embora o governo Bolsonaro tenha sido um inimigo da esquerda, há quem aponte semelhanças entre o bolsonarismo e o chavismoː em 1999, após Hugo Chávez ser eleito, Bolsonaro o elogiou e o comparou ao Marechal Castelo Branco. Em 2019, o site The Intercept Brasil publicou o texto "A pior direita: Bolsonaro quer ser Piñera, mas é um Hugo Chávez de sinal trocado." Em 2020, a jornalista Vera Magalhães cunhou o termo "bolsochavismo"ː para a mesma, o aumento das armas na população brasileira (via CACs) daria origem a milícias bolsonaristas. Uma outra semelhança com Chavéz seria o aumento de ministros no Supremo Tribunal Federal, podendo resultar em uma autocracia. Em 2018, o então vice-presidente Hamilton Mourão defendeu uma nova Constituição, em 2020, negou que o governo tivesse planos de uma nova Constituição, em 2022, eleito senador, Mourão defendeu mudanças no STF, como aumento de ministros. Em julho de 2024, após críticas de Lula a declarações de Nicolás Maduro durante sua campanha de releição, Maduro afirmou que as urnas brasileiras não são confiáveis, repetindo uma tese bolsonarista. Após as declarações de Maduro, Bolsonaro ironizou a situação no X (antigo Twitter) com frase "Maduro is my friend".

### Trumpismo

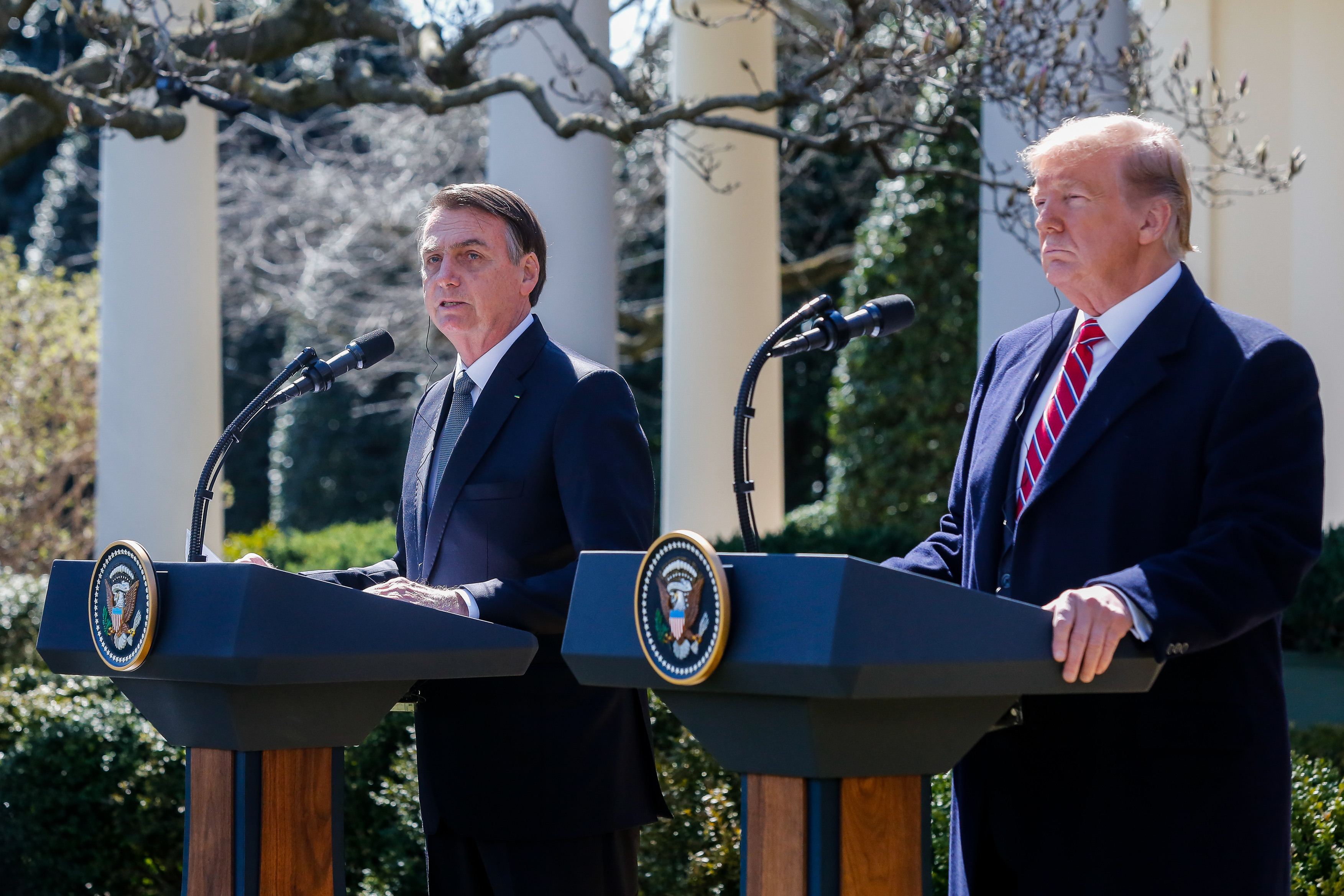
Jair Bolsonaro com o presidente dos EUA, Donald Trump, na Casa Branca em 2019

Jair Bolsonaro, às vezes referido como o "Donald Trump brasileiro", que é frequentemente descrito como um extremista de direita, vê Trump como um modelo e, de acordo com Jason Stanley, usa as mesmas táticas fascistas. Assim como Trump, Bolsonaro encontra apoio entre evangélicos para seus pontos de vista sobre questões de guerra cultural e abraçou a agenda altamente conservadora e antiglobalização de Trump.
Em agosto de 2018 ocorreu um encontro entre Steve Bannon, diretor-executivo da campanha presidencial de Donald Trump e Eduardo Bolsonaro, filho do então candidato Jair Bolsonaro, atuando com um conselheiro informal da campanha presidencial de Jair Bolsonaro para as eleições de outubro de 2018. Na ocasião, Eduardo Bolsonaro afirmou que Bannon se colocou à disposição para ajudar nas atividades de inteligência da campanha, ações na internet e análise de dados, sem incluir qualquer auxílio financeiro. Eduardo Bolsonaro integrou O Movimento, grupo internacional de extrema direta fundada por Steve Bannon.
Junto com aliados, ele questionou publicamente a contagem de votos de Joe Biden após a eleição de novembro. Após a derrota de Bolsonaro no segundo turno das Eleições gerais no Brasil em 2022, diversos protestos foram executados no Brasil, similares a Invasão do Capitólio dos Estados Unidos em 2021, culminando em Invasões na Praça dos Três Poderes em 8 de janeiro de 2023.

### Críticas a Paulo Freire
O filósofo e educador Paulo Freire, patrono da educação brasileira e um dos pedagogos mais citados no exterior, é frequentemente criticado por Jair Bolsonaro e seus apoiadores,  isso inclui desinformação que levou ao ataque de monumentos do educador, sendo mesmo descrito como um inimigo da ideologia bolsonarista. Desde a sua campanha eleitoral, a proposta de banir a suposta influência de Paulo Freire das escolas ganhou força nas redes sociais. Embora Freire tenha influenciado políticas de educação de adultos em diversos outros países, suas ideias nunca foram realmente aplicadas no Brasil, sua influência tendo sido apenas pontual.
Em sua campanha eleitoral, em pronunciamento a empresários no Espírito Santo, Jair Bolsonaro defendeu "entrar com um lança-chamas no MEC para tirar o Paulo Freire de lá", explicando rejeitar as ideias freirianas por fomentarem o senso crítico:
| “                | A educação brasileira está afundando. Temos que debater a ideologia de gênero e a escola sem partido. Entrar com um lança-chamas no MEC para tirar o Paulo Freire de lá. (...) Eles defendem que tem que ter senso crítico. Vai lá no Japão, vai ver se eles estão preocupados com o pensamento crítico. | ” |
| — Jair Bolsonaro | |   |

Em dezembro de 2019, Jair Bolsonaro definiu Freire como "energúmeno". Em seu discurso de posse como ministro da educação, Abraham Weintraub, questionou: "se o Brasil tem uma filosofia de educação tão boa, Paulo Freire é uma unanimidade, por que a gente tem resultados tão ruins comparativamente a outros países? A gente gasta em patamares do PIB igual aos países ricos". Embora o Brasil invista 5,7% do seu produto interno bruto, fração acima da média dos países desenvolvidos, o valor aplicado por estudante na rede pública é 54% menor do que a média dos países da Organização para Cooperação e Desenvolvimento Econômico (OCDE).
Conforme Thiago José de Biagio, mestre em história social, Freire pregava a emancipação do sujeito e a autonomia do ser humano, o que vai de encontro com o ideário bolsonarista de uma verdade singular e de sociedade baseada na hierarquia. Segundo o pesquisador, os bolsonaristas prezam por uma sociedade fatalista e de medo, enquanto Freire pregava "a esperança e a alegria".